# MXML
MXML è un linguaggio dichiarativo basato su XML introdotto da Macromedia nel marzo del 2004.
Adobe, che acquisì Macromedia nel dicembre del 2005, non ha mai dato alcun significato particolare all'acronimo "MXML". Esso potrebbe essere legato proprio alla parola "Macromedia" o al suffisso "MX" che l'azienda diede ai suoi prodotti fra il 2002 ed il 2004.

## Descrizione
MXML è un linguaggio di markup originariamente creato da Macromedia e utilizzato per la strutturazione delle interfacce che consentiranno l'interazione con l'utente. Il linguaggio ricorda molto da vicino sia XML User Interface Language (XUL), utilizzato da Mozilla per la gestione delle componenti del browser, sia XAML, il linguaggio di Microsoft utile per la gestione delle componenti visuali del sistema operativo Windows Vista.
MXML è più semplice da utilizzare, più flessibile e più espandibile delle normali istruzioni utilizzate per la creazione di interfacce. 

## Esempio di codice MXML
```
<?xml version="1.0" encoding="utf-8"?>

   
<mx:Application
 
xmlns:mx=
"http://www.macromedia.com/2003/mxml"
 
xmlns=
"*"
>

   	
<mx:Array
 
id=
"sampleArray"
>

   		
<mx:Object>

   			
<mx:Label>

   				
"Sample
 
Label
 
1"

   			
</mx:Label>

   		
</mx:Object>

   		
<mx:Object>

   			
<mx:Label>

   				
"Sample
 
Label
 
2"

   			
</mx:Label>

   		
</mx:Object>

   	
</mx:Array>

   	
<mx:Panel
 
title=
"Example Panel"
>

   		
<mx:ComboBox
 
dataProvider=
"{sampleArray}"
></mx:ComboBox>

   	
</mx:Panel>

   
</mx:Application>

```